# Italienischer Soldatenfriedhof Brigata Liguria

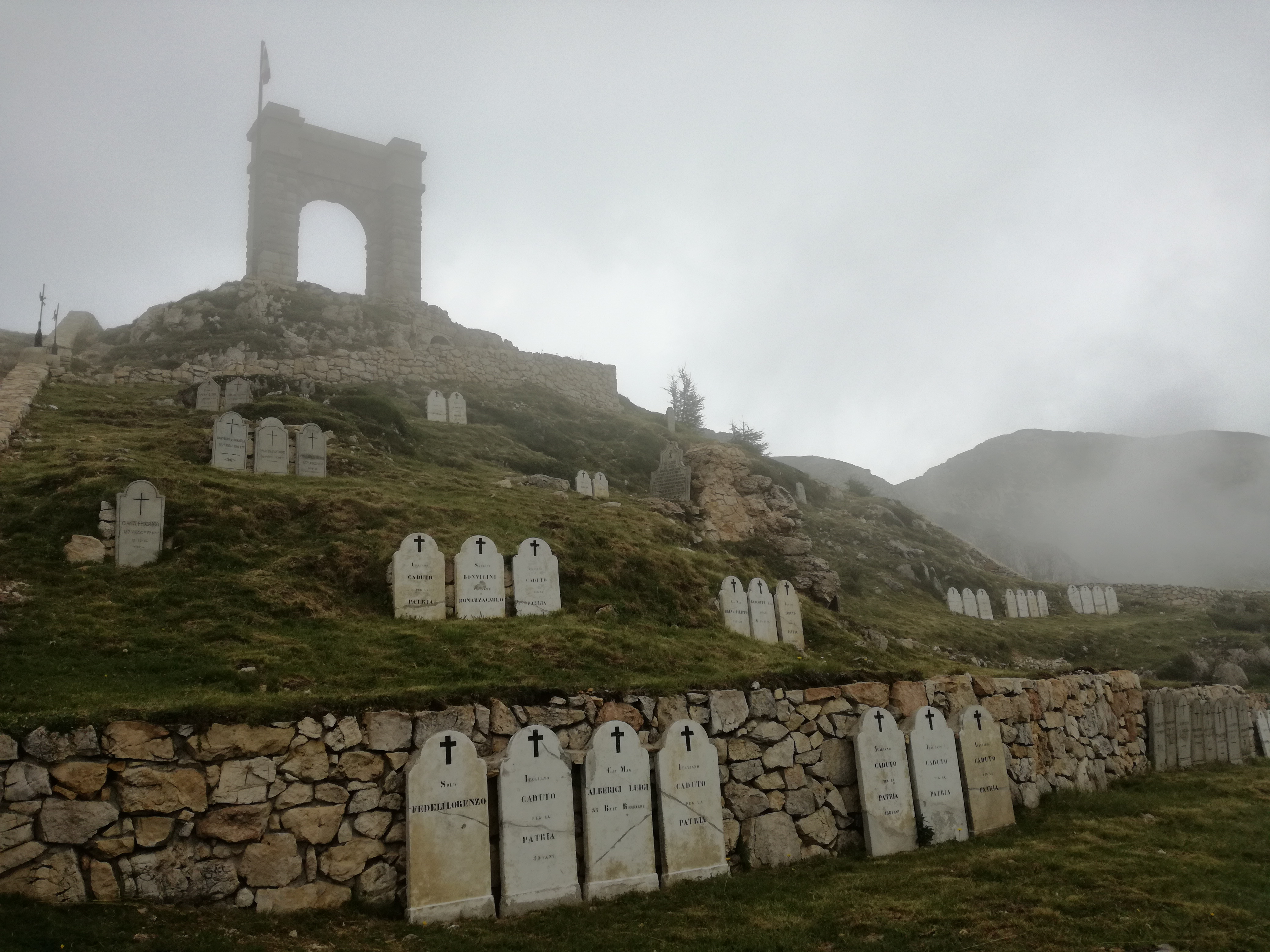
Soldatenfriedhof Brigata Liguria

Der italienische Soldatenfriedhof Brigata Liguria ist ein im Ersten Weltkrieg angelegter Sammelfriedhof auf dem Monte Pasubio. Er wird überragt von einem Triumphbogen im römischen Stil aus den 1930er Jahren.

## Geschichte
Der Friedhof war einer der größten, die auf dem Pasubio im Ersten Weltkrieg angelegt worden waren. Er wurde von den Angehörigen der Infanterie-Brigade Liguria (157° und 158° Infanterie-Regiment) errichtet, die ab Juli 1916 unter dem Kommando von General Achille Papa auf dem Pasubio in Stellung lag. Der Friedhof befand sich unmittelbar hinter der italienischen Frontlinie, die sich nur wenige hundert Meter weiter nördlich von der Selletta Commando zur westlich davon gelegenen italienischen Platte entlang zog und war einer von insgesamt drei Friedhöfen in dieser Gegend.
Ursprünglich als Friedhof Sette Croci bezeichnet, obwohl sich dieser Flurname auf eine Senke weiter nördlich im damaligen Niemandsland bezieht in der die Brigade im Oktober 1916 hohe Verluste zu verzeichnen hatte, wurde er in der Nachkriegszeit als Friedhof „Di qui non si passa“ (dt. Hier geht’s nicht weiter) umbenannt. Diese Bezeichnung erhielt er in Anlehnung an den Leitspruch der Brigade Liguria, den sich diese 1916 während der österreichisch-ungarischen Frühjahrsoffensive auf der Hochebene der Sieben Gemeinden südlich von Asiago bei den Abwehrkämpfen um den Monte Zovetto erwarb. 1926 wurde ein schmiedeeisernes Schild mit diesem Leitspruch am Weg zum Friedhofsgelände aufgestellt.
Bereits kurz nach Kriegsende nahm sich die Sektion Schio des Club Alpino Italiano der Pflege aller Soldatenfriedhöfe im Gipfelbereich des Monte Pasubio an, darunter auch der Friedhof der Brigade Liguria. 1920 ließ die Sektion eine bronzene Gedenktafel auf dem Friedhofsgelände aufstellen. 1922 wurde zum ersten Mal eine Totenmesse am 4. November, dem Tag an dem 1918 der Waffenstillstand in Kraft trat, auf dem Friedhof abgehalten.
1928 überführte man die Gebeine in das neu errichtete Beinhaus beim Passo Pian delle Fugazze und an Stelle des aufgelassenen Friedhofes sollte eine kleine Kapelle errichtet werden. Statt der Kapelle wurde schließlich von der Gemeinde Schio ein römischer Triumphbogen in monumentalen faschistischen Stil errichtet und im August 1935 in Anwesenheit von Guglielmo Pecori Giraldi, im Krieg Befehlshaber der für den Pasubio zuständigen 1. italienischen Armee und Vorsitzender des mit dem Bau beauftragten Denkmalkomitees eingeweiht. Mit dem Bau wollte man der Toten gedenken, deren sterblichen Überreste immer noch auf dem Pasubio ruhen.
Das ehemalige Friedhofsgelände und der Triumphbogen wurden zwischen 2009 und 2011 restauriert.

## Beschreibung

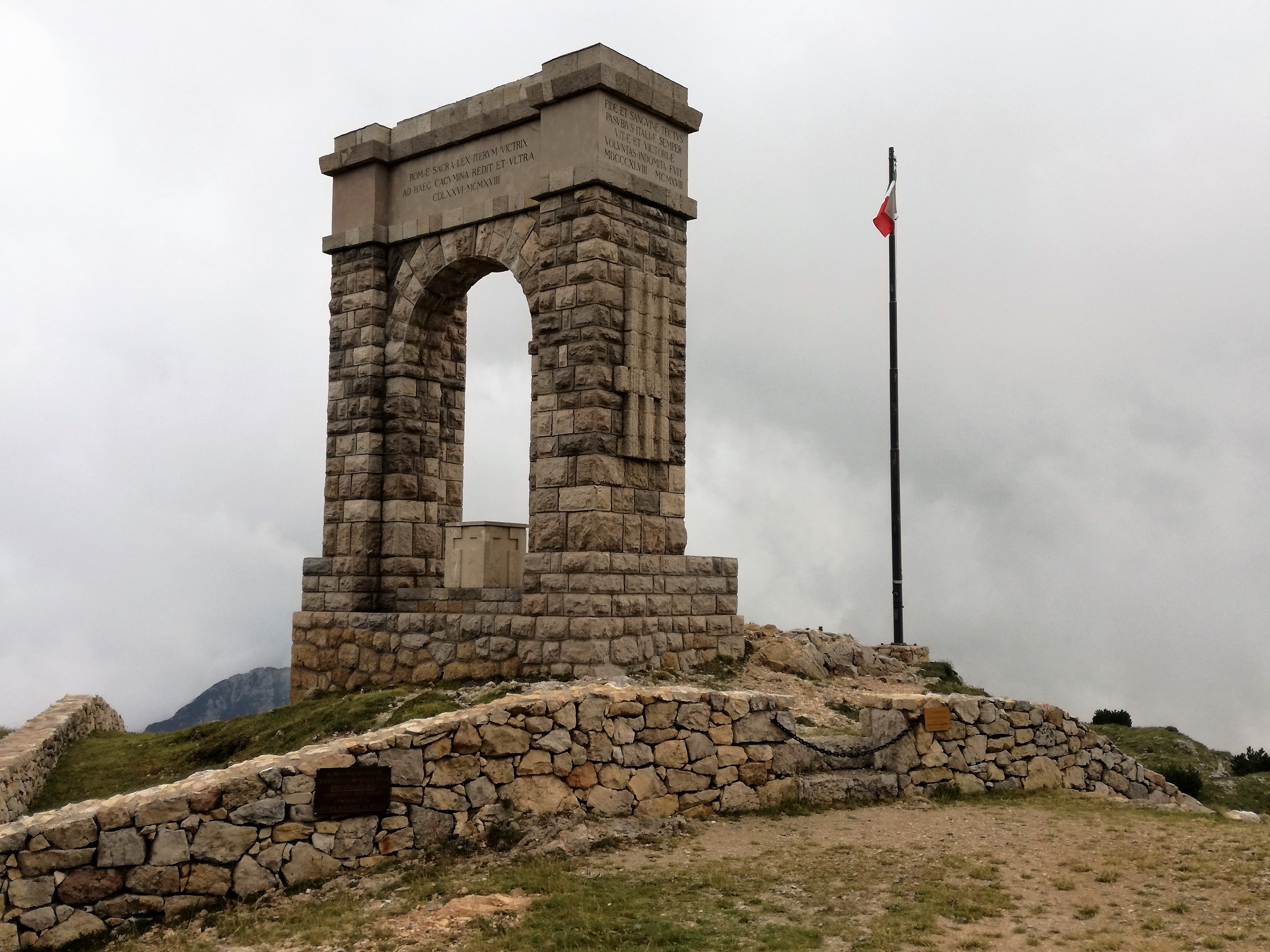
Der Arco Romano

Der auf einem kleinen Hügel auf 2035 m s.l.m. halbkreisförmig angelegte Friedhof liegt wenige Meter unterhalb der Fahrstraße, die vom Sattel Porte del Pasubio beim Rifugio Achille Papa zum Sattel Selletta Commando, benannt nach dem dort gelegenen italienischen Abschnittskommando auf 2081 m s.l.m., führt.
Auf dem terrassenförmig mit einer niedrigen Mauer umfriedeten Friedhofsgelände waren im Krieg 164 Tote bestattet worden. Diese lagen ausschließlich in Einzelgräbern und sofern der Gefallene bekannt war, waren auf dem Grabstein Name, Rang und Einheit angegeben. Für die unbekannt gebliebenen Toten standen auf dem Grabstein die Worte Caduto per la Patria (dt. Gefallen für das Vaterland).
Überragt wird das Friedhofsgelände vom 7 m hohen und 5 m breiten römischen Bogen aus lokalem Naturstein mit einem kleinen Altar. Dieser wurde nach einem Projekt der beiden aus Schio stammenden Ingenieure Giovanni Battista Saccardo und Gian Antonio Donadelli anstelle einer Steinpyramide errichtet, die dort ursprünglich stand. Die seitlich an den Bogensäulen angebrachten Liktorenbündel weisen auf die faschistische Vergangenheit des Monuments zurück, ebenso wie die lateinischen Inschriften, die auf allen vier Seiten angebracht sind.
Auf der südlich gelegenen Vorderseite lautet die Inschrift:

“ITALIAE MILITIBUS ADHUC SUB RUINIS IN ACIE SOMMUM QUI DORMIUNT HEROUM”

„Den Soldaten Italiens, die noch unter den Ruinen des Schlachtfeldes den Schlaf der Helden schlafen.“

Auf der Westseite:

“FIDE ET SANGUINE TECTUS PASUBIUS ITALIAE SEMPER VITAE E VICTORIAE VOLUNTAS INDOMITA FUIT MDCCCCLVIII–MCMXVIII”

„Von Treue und Blut ummäntelt war der Pasubio immer unbezwungener Wille für das Leben und den Sieg Italiens 1848–1918.“

Auf der Ostseite:

“NON ULTRA JANUA PASUBIUS ITALIAE FATA AD MAJORA SED ARA MARTYRUM”

„Der Pasubio wird kein Tor Italiens mehr sein, sondern Altar für die Märtyrer größerer Bestimmungen“

Auf der nördlich gelegenen Rückseite:

“ROMAE SACRA LEX ITERUM VICTRIX AD HAEC CACUMINA REDIT ET ULTRA CDLXXVI–MCMXVIII”

„Das heilige, erneut siegreiche Recht Roms kehrt auf diese Gipfel und darüber hinaus zurück 476–1918“

Die Inschriften verweisen auf die große Vergangenheit Italiens. Man stellt einen Bezug vom römischen Reich bis zu den italienischen Unabhängigkeitskriegen und die Abschüttelung der Fremdherrschaft her, weist aber auch auf die glorreiche Zukunft der neuen Nation hin, ganz im Sinne der faschistischen Ideologie. So symbolisiert das Jahr 476 das Ende des Weströmischen Reiches, während sich das Jahr 1848 auf den ersten Unabhängigkeitskrieg bezieht, als am Passo Pian delle Fugazze unterhalb des Pasubio italienische Freischaren unter dem Patrioten und Dichter Arnaldo Fusinato österreichische Truppen aufhielten. Das Jahr 1918 symbolisiert schließlich nicht nur den Sieg über den Erzfeind Österreich, sondern gilt auch als Abschluss der italienischen Einigung.
Auf der Südseite des Hügels befindet sich unterhalb des Bogens ein bereits im Ersten Weltkrieg angelegter Stollen, der als Beinhaus der immer noch auf dem Pasubio anzutreffenden menschlichen Knochen dient.

## Bilder

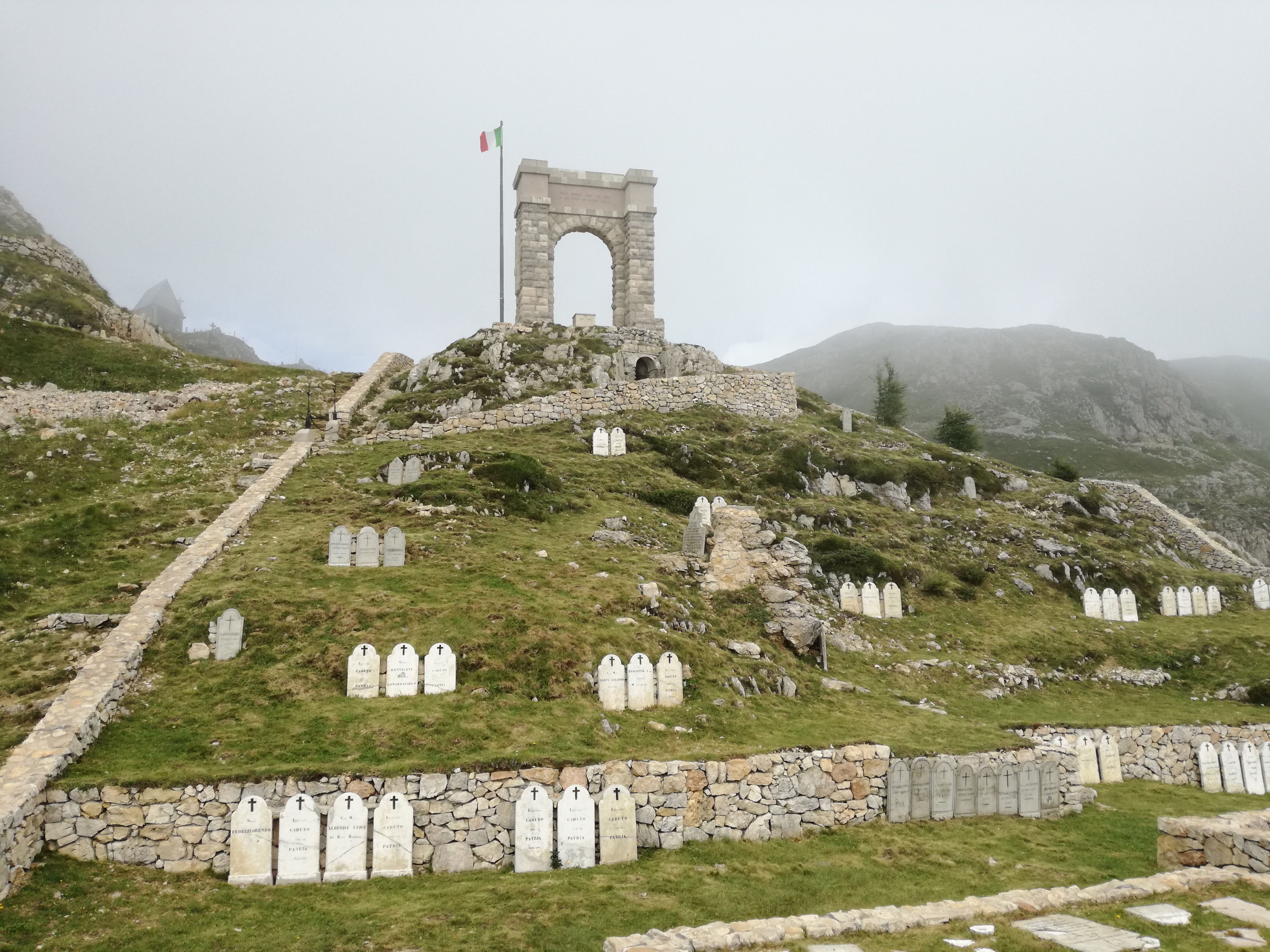
Das Friedhofsgelände mit dem römischen Bogen und dem darunter liegenden Stolleneingang
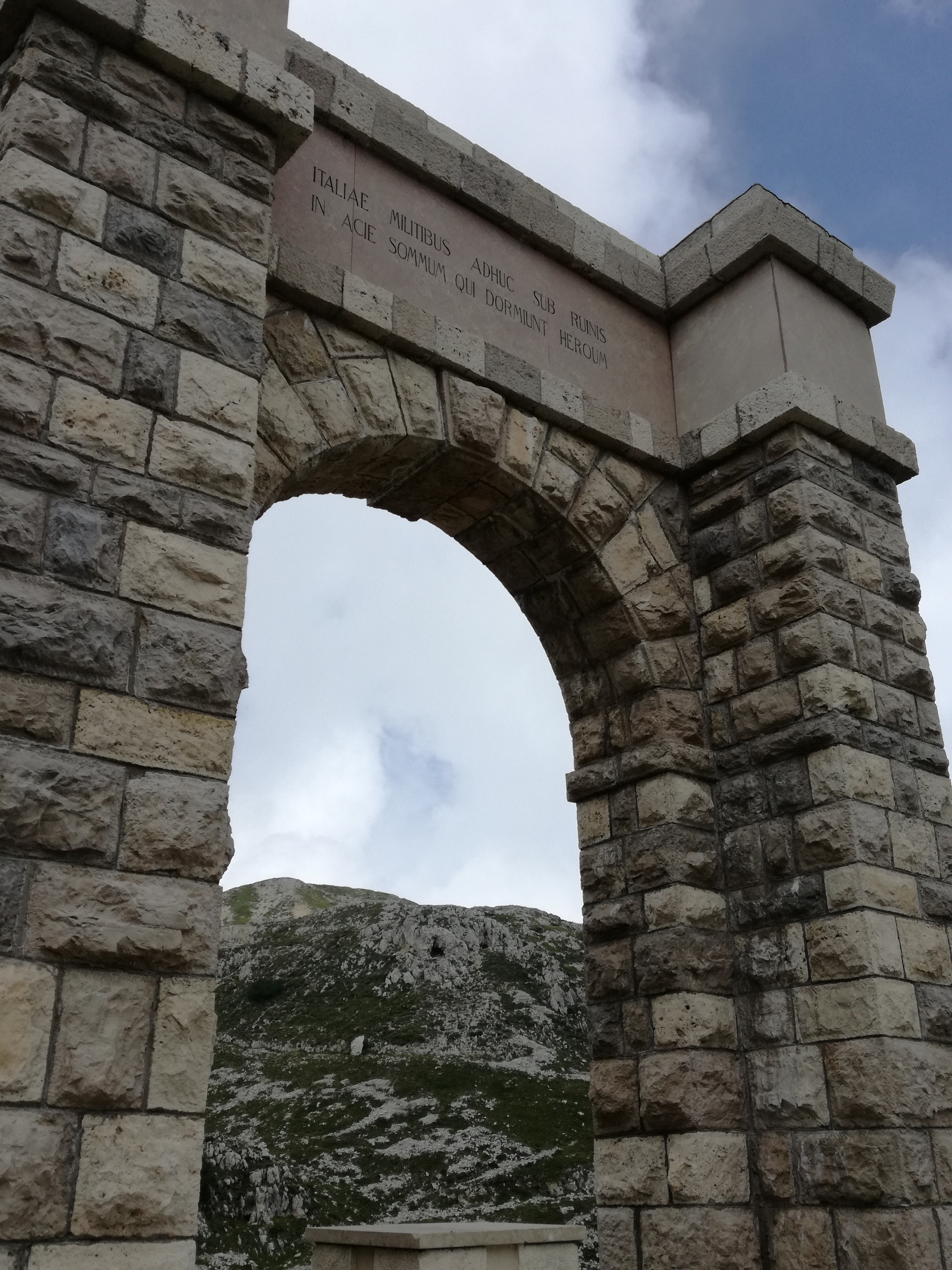
Vorderseite des Bogens
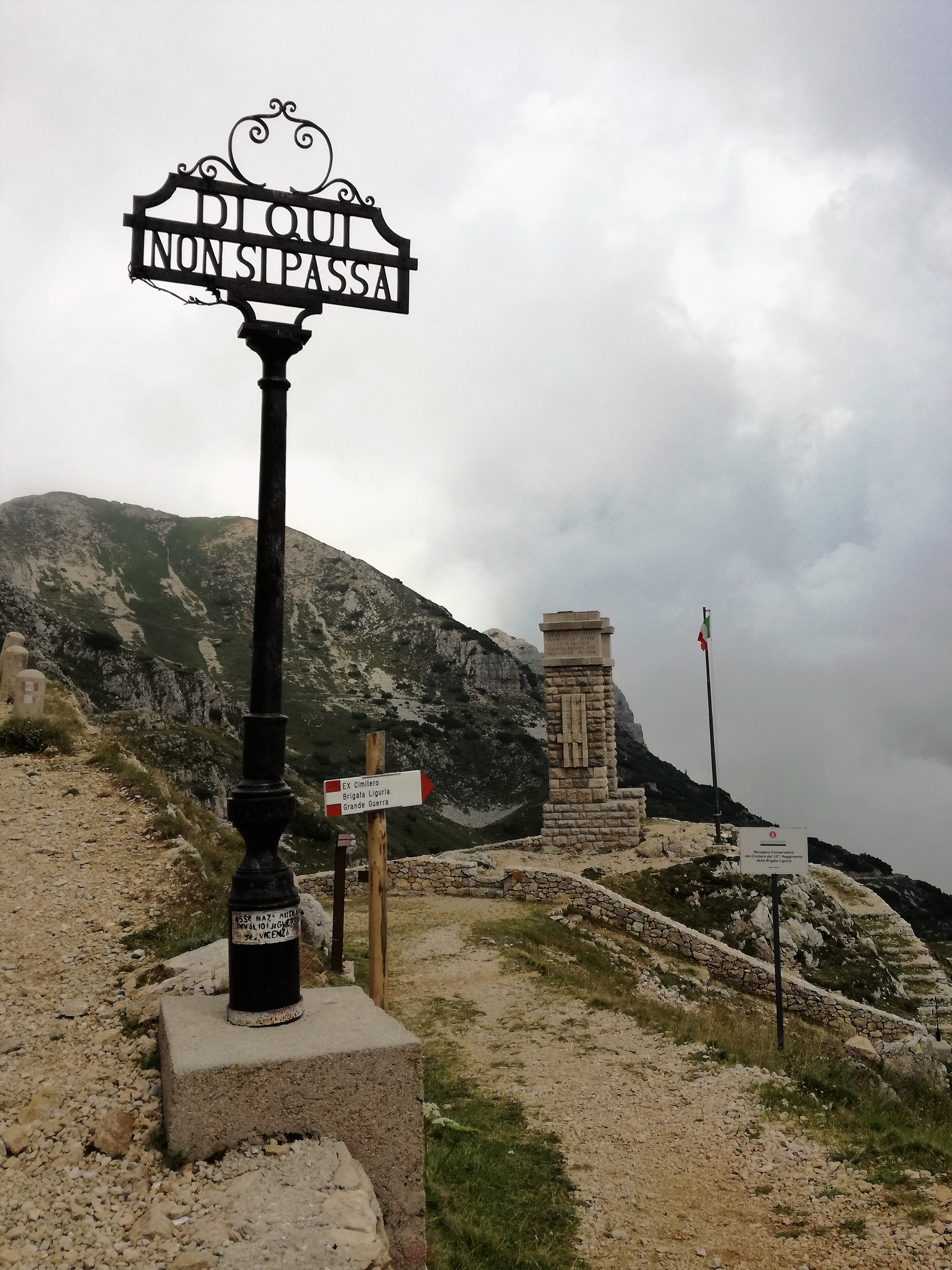
Wahlspruch der Brigade Liguria „Hier geht’s nicht weiter“
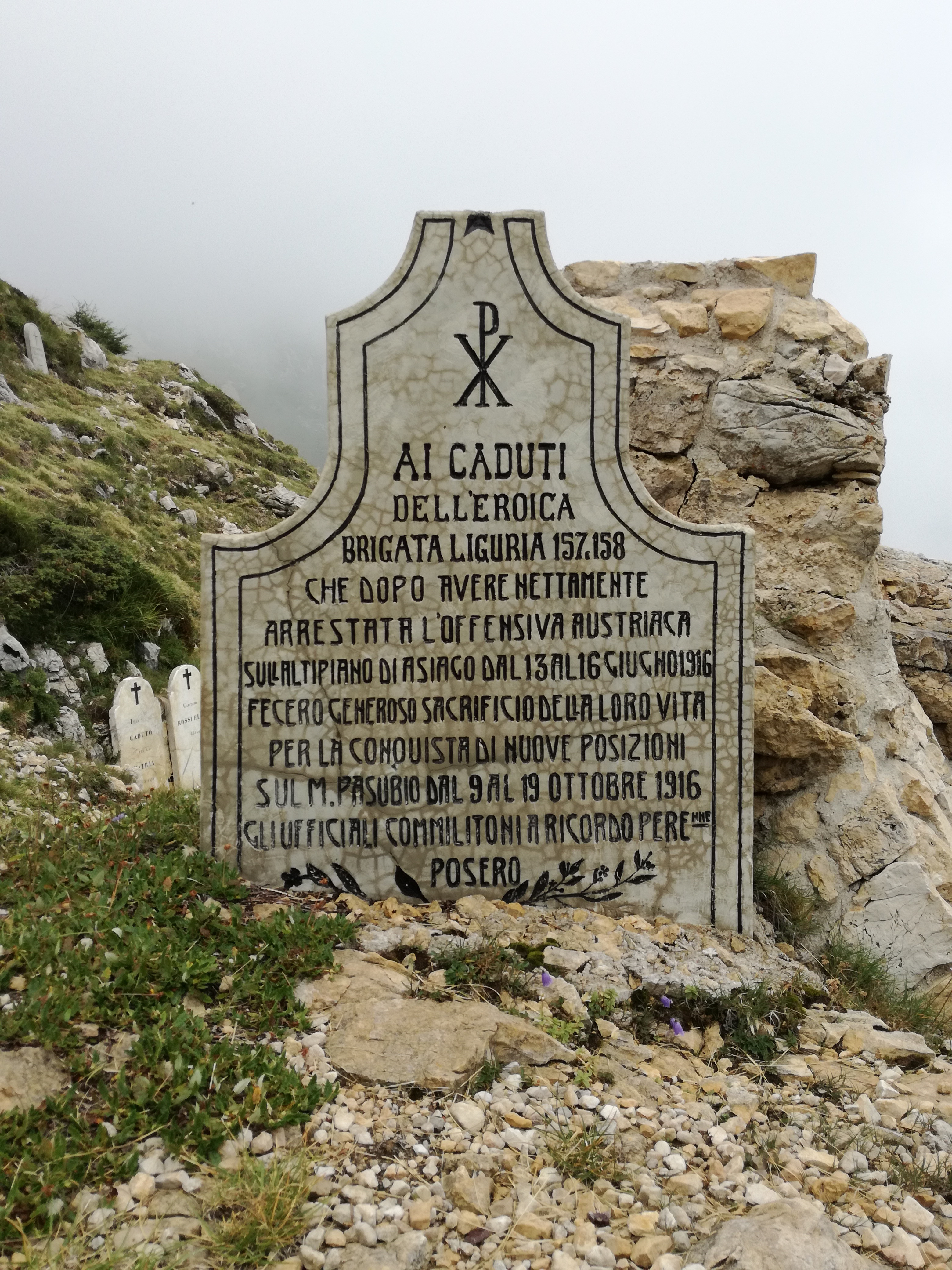
Gedenkstein für die im Oktober 1916 am Pasubio Gefallenen der Brigade Liguria
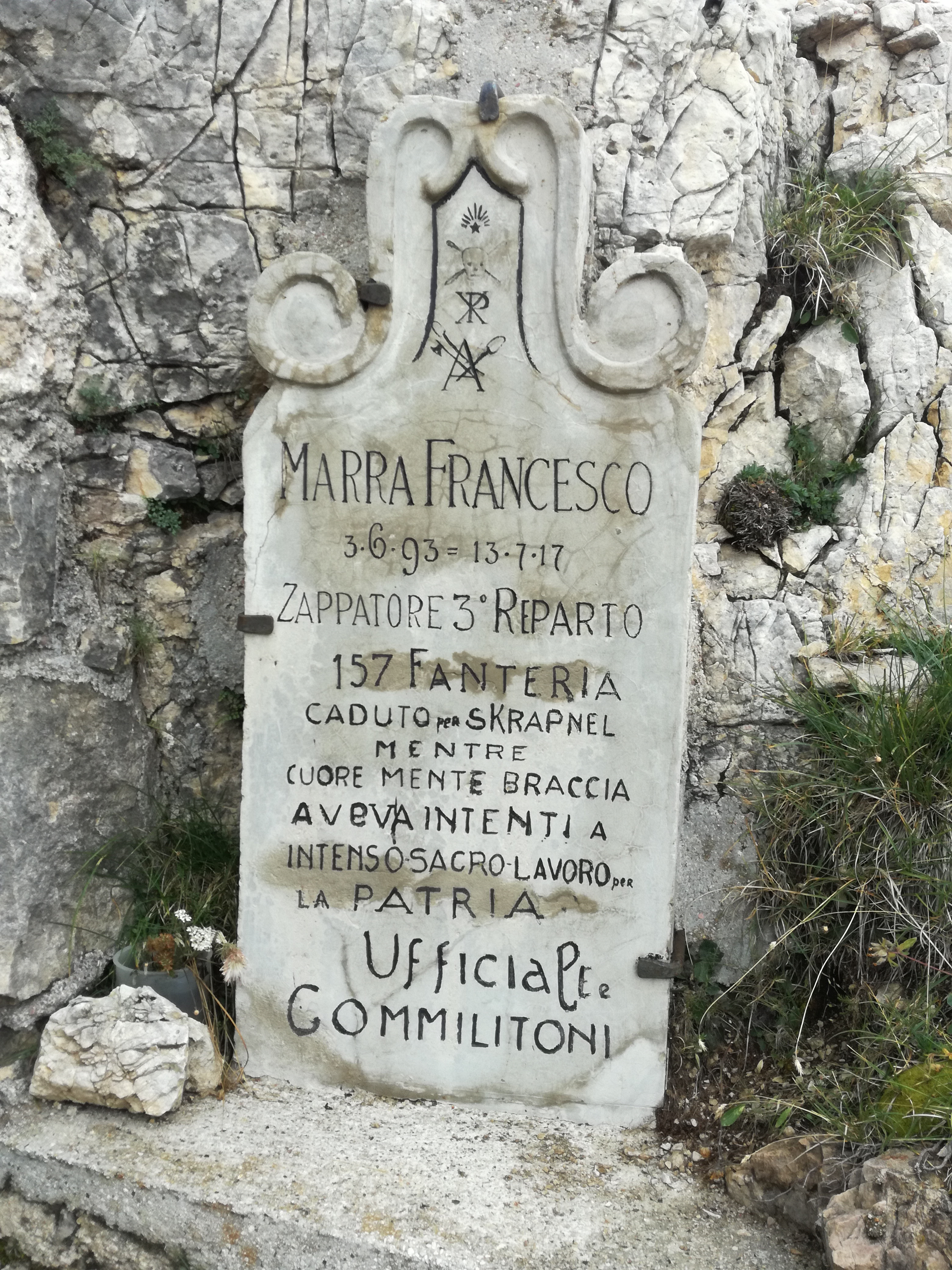
Grabstein